# Руський Тиловай
Руський Тилова́й (Долиніно, рос. Русский Тыловай) — присілок в Граховському районі Удмуртії, Росія.

## Населення
Населення — 1 особа (2010; 0 у 2002).

## Історія
За даними 10-ї ревізії 1859 року в присілку Долиніно було 26 дворів та проживало 190 осіб. З 1924 року — присілок в складі Новогорської сільської ради Граховської волості. 26 червня 1954 року присілок віднесений до Марі-Возжайської сільської ради, але вже 1959 року сільрада була ліквідована і присілок приєднаний до Новогорської сільської ради.